# USS Carl Vinson (CVN-70)
El USS Carl Vinson (CVN-70) es el tercer portaaviones estadounidense de la clase Nimitz, nombrado en honor de Carl Vinson, congresista por Georgia durante más de 50 años. El USS Carl Vinson tiene su puerto base en Norfolk, Virginia. En 2009 fue sometido a una intensa revisión tras 25 años en activo. Su indicativo es "Golden Eagle" (águila dorada).
A lo largo de su historia ha sido desplegado en múltiples ocasiones, participando entre otras en la Operación Earnest Will, Operación Desert Fox y en la Operación Libertad Duradera.
En enero del 2010 fue desplegado en aguas de Haití para proporcionar apoyo al despliegue humanitario tras un catastrófico terremoto. Transportó hasta la isla caribeña 6000 marines y su dotación de helicópteros.
Fue el último destino del cuerpo del líder de Al Qaeda Osama Bin Laden, antes de ser lanzado al mar, tras ser abatido por fuerzas estadounidenses el 2 de mayo de 2011 en Pakistán.

## Nombre

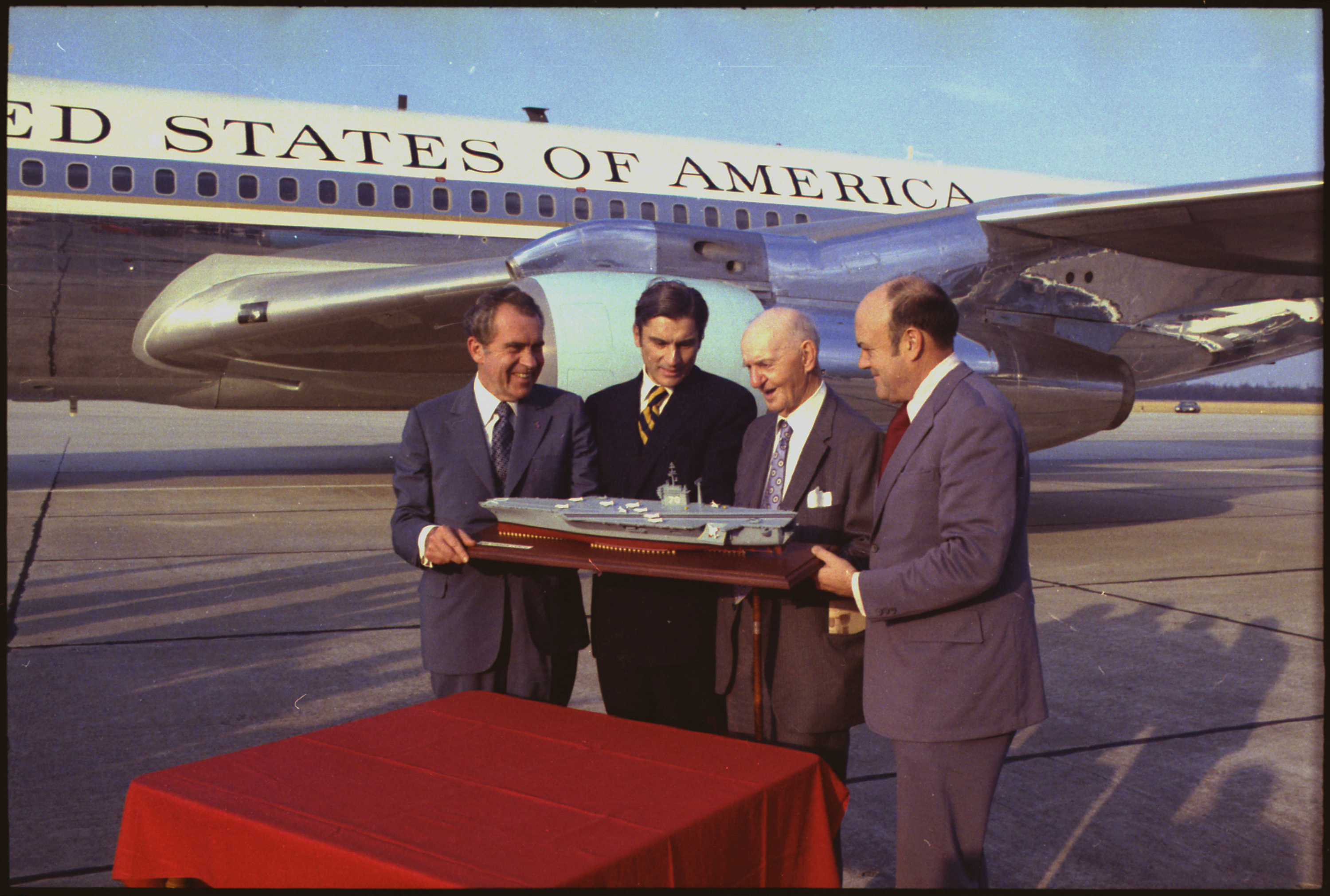
El presidente Richard Nixon, el secretario de la armada John Warner, y el secretario de defensa Melvin Laird le muestran al congresista Vinson (tercero a la izquierda) un modelo del barco que llevará su nombre, 18 de noviembre de 1973.

Recibe su nombre en honor a Carl Vinson, miembro durante 50 años de la Cámara de Representantes de los Estados Unidos, 29 de los cuales fue Presidente del Comité de Asuntos Navales y de las Fuerzas Armadas; Vinson fue el principal promotor de las llamadas "Actas Vinson", que culminaron en el "Acta Two-Ocean Navy" de 1940, la cual proporcionaba esfuerzos masivos de construcción naval durante la Segunda Guerra Mundial.

### Sello del barco
El sello del USS Carl Vinson muestra un águila con las alas abiertas y las garras extendidas llevando una bandera en su pico. El águila es emblemática del país y consigna del barco, y representa también la potencia que reside en los aviones que transporta. El águila vuela frente a una estilizada letra "V", la inicial del homónimo del barco, el congresista Carl Vinson. La "V" representa también el casco de la nave vista desde el frente. Escrito en la bandera que el águila sostiene está la frase en latín "Vis Per Mare" que significa "Fuerza a través del Mar."

### Grupo de Ataque de Portaaviones 1
En octubre de 2009, la Armada de los Estados Unidos anunció que el Carl Vinson sería la nave insignia en el recién establecido Grupo de Ataque de Portaaviones 1, con base en San Diego. El barco, bajo el mando el capitán Bruce H. Lindsey, partió de Norfolk a San Diego el 12 de enero de 2010. Acompañando al portaaviones se encontraban el Ala Aérea Embarcada Diecisiete (CVW-17), el Escuadrón de Destructores 1, y el Crucero de misiles guiados USS Bunker Hill. A partir de mayo de 2015, el barco se encuentra bajo el mando del capitán Douglas C. Verissimo.

## Diseño y construcción
La quilla fue ensamblada en el Astillero Newport News el 11 de octubre de 1975, y fue botado/bautizado el 15 de marzo de 1980. El congresista Carl Vinson se convirtió en la primera persona en la historia de la Armada de los Estados Unidos en atestiguar la botadura de un barco en su honor. Después de unas pruebas del constructor, fue entregado a la Armada el 26 de febrero de 1982.
Revisiones:
- Agosto de 1982 a diciembre de 1982 - Disponibilidad Post Prueba - El radar de búsqueda SPS-49 reemplaza al radar SPS-43.
- Octubre de 1983 a enero de 1984 - Disponibilidad Seleccionada Restringida
- Enero de 1986 a marzo de 1983 - Disponibilidad Seleccionada Restringida - plataforma externa delantera cambiado/alargada
- Marzo 1987 a agosto de 1987 - Disponibilidad Seleccionada Restringida
- Septiembre 1990 a abril de 1993 - Revisión Compleja - muelle de embarque en popa añadido
- Octubre de 1994 a febrero de 1995 - Disponibilidad Seleccionada Restringida
- Marzo 1997 a septiembre de 1997 - Disponibilidad Incremental Planificada - colector de bridas eliminado
- Octubre de 1999 a septiembre de 2000 - Disponibilidad Incremental Planificada
- Marzo de 2002 a septiembre de 2002 - Disponibilidad Incremental Planificada
- Noviembre de 2005 a julio de 2009 - Revisión Compleja y de Reabastecimiento - reemplazados dos niveles superiores de la Isla; nuevo mástil de antena; nueva torre de radar; 2 sistemas de misiles antiaéreos (RAM) reemplazan a 1 sistema artillero antimisiles (CIWS)/1 lanzadera de misiles Mk-29 en la plataforma externa delantera/plataforma de popa a estribor; 2 sistemas artilleros antimisiles de popa removidos. Sistema de autodefensa de la nave (SSDS) y sistemas de combate cooperativo instalados.[9]
- Septiembre 2009 a diciembre de 2009 - Disponibilidad Post Prueba
- Julio de 2012 a febrero de 2013 - Disponibilidad Incremental Planificada - Sistemas artilleros antimisiles reemplazados en la plataforma externa de popa
- Julio de 2013 - Modernización del radar SPS-48E al radar SPS-48G
- Agosto de 2015 a abril de 2016 - Disponibilidad Incremental Planificada - 4 cañones automáticos MK-38 añadidos (dos sobre pequeños estabilizadores de proa, uno en la popa del viejo estabilizador CIWS y uno a estribor delante del elevador cuatro)

## Historia del barco

### Década de 1980
El USS Carl Vinson fue comisionado el 13 de marzo de 1982 en Newport News, Virginia, bajo el mando del capitán Richard Martin. Estuvieron presentes el Jefe de operaciones navales, el almirante Thomas B. Hayward; el Secretario de la Armada de los Estados Unidos, John F. Lehman; el senador John Tower como orador principal; y la madrina del barco, Molly Snead. Después de ser puesto en marcha, el Carl Vinson fue puesto en el mar para llevar a cabo certificaciones de comportamiento de la cubierta de vuelo, una evaluación diseñada para poner a prueba la capacidad del barco para llevar a cabo operaciones aéreas de la Marina de los Estados Unidos. A esto le siguieron numerosos periodos en el mar para diversos adiestramientos a lo largo de la costa este.
Partió de Norfolk el 1 de marzo de 1983 con el Ala Aérea Embarcada 15 (CVW-15) para su primer despliegue, en un viaje de 8 meses alrededor del mundo, que los llevó a operar en el mar Mediterráneo, el océano Atlántico, el océano Índico, el mar Arábigo, el mar de la China Meridional, y el océano Pacífico, en una amplia variedad de ejercicios y con visitas a puertos en Monte Carlo, Mónaco, Casablanca, Marruecos, Abiyán, Costa de Marfil, Perth, Australia, Bahía de Subic, Filipinas, Hong Kong, Sasebo, Japón, Busan, la República de Corea, y Pearl Harbor, en Hawái, antes de llegar a su nuevo puerto en la Estación Aérea Naval de Alameda, California, el 28 de octubre de 1983.
Participó en los ejercicios RIMPAC de 1984 antes de partir el 14 de octubre de 1984 para un despliegue en mar abierto en el océano Pacífico occidental. El CVW-15 también fue desplegada. De enero a abril de 1985, el Carl Vinson permaneció en el océano Índico durante 107 días consecutivos. El despliegue en el Pacífico occidental incluyó operaciones en el mar del Japón mientras se encontraban en persecución de un submarino soviético clase Charlie 1 en el océano Índico.
El portaaviones recibió su primera Mención Meritoria de la Unidad por sus operaciones realizadas de noviembre de 1984 a mayo de 1985. En febrero, el Jefe de operaciones navales nombró al Carl Vinson ganador del Premio Conmemorativo Almirante James H. Flatley por la preparación operativa y seguridad de la aviación de 1984.
El 12 de agosto de 1986, el barco partió de Alameda para un despliegue en el Pacífico occidental, de nuevo con el CVW-15 a bordo, y durante el proceso se convirtió en el primer portaaviones moderno de Estados Unidos en operar en el mar de Bering. En enero de 1987, después de operar extensamente en el océano Índico y el norte del mar Arábigo, el portaaviones cruzó de nuevo el mar de Bering para regresar a su Estación Naval de Alameda.
El portaviones y el CVW-15 partieron en su cuarto despliegue en mar abierto el 15 de junio de 1988. Mientras se encontraban estacionados, el portaaviones participó en la Operación Earnest Will, como escolta de buques tanque en el golfo Pérsico. El portaaviones regresó a Estados Unidos el 16 de diciembre de 1988 y fue condecorado de nuevo con el Premio Conmemorativo Almirante James H. Flatley por seguridad de la aviación de 1988.
El 18 de septiembre de 1989, el portaaviones partió de Alameda para participar en el ejercicio militar PACEX de 1989, el más grande en tiempos de paz desde la Segunda Guerra Mundial. Durante el ejercicio, el Carl Vinson operó en el mar de Bering y las islas Aleutianas, liderando eventualmente una operación de un grupo de batalla de tres portaaviones en el mar del Japón y el océano Pacífico. El portaaviones hizo una escala en Busan, Corea del Sur, y regresó a su puerto en Alameda poco después del devastador terremoto de Loma Prieta de 1989.

### Década de 1990
El portaaviones partió en su quinto despliegue (de nuevo con el CVW-15) el 1 de febrero de 1990, último despliegue del A-7 Corsair. El barco regresó a Alameda el 30 de julio de 1990. El 22 de septiembre del mismo año, ingresó a los patios de la estación naval de Bremerton, Washington para una revisión compleja de 28 meses. El portaaviones recibió su primer reconocimiento COMNAVAIRPAC Battle "E" de 1990, por efectividad en batalla.

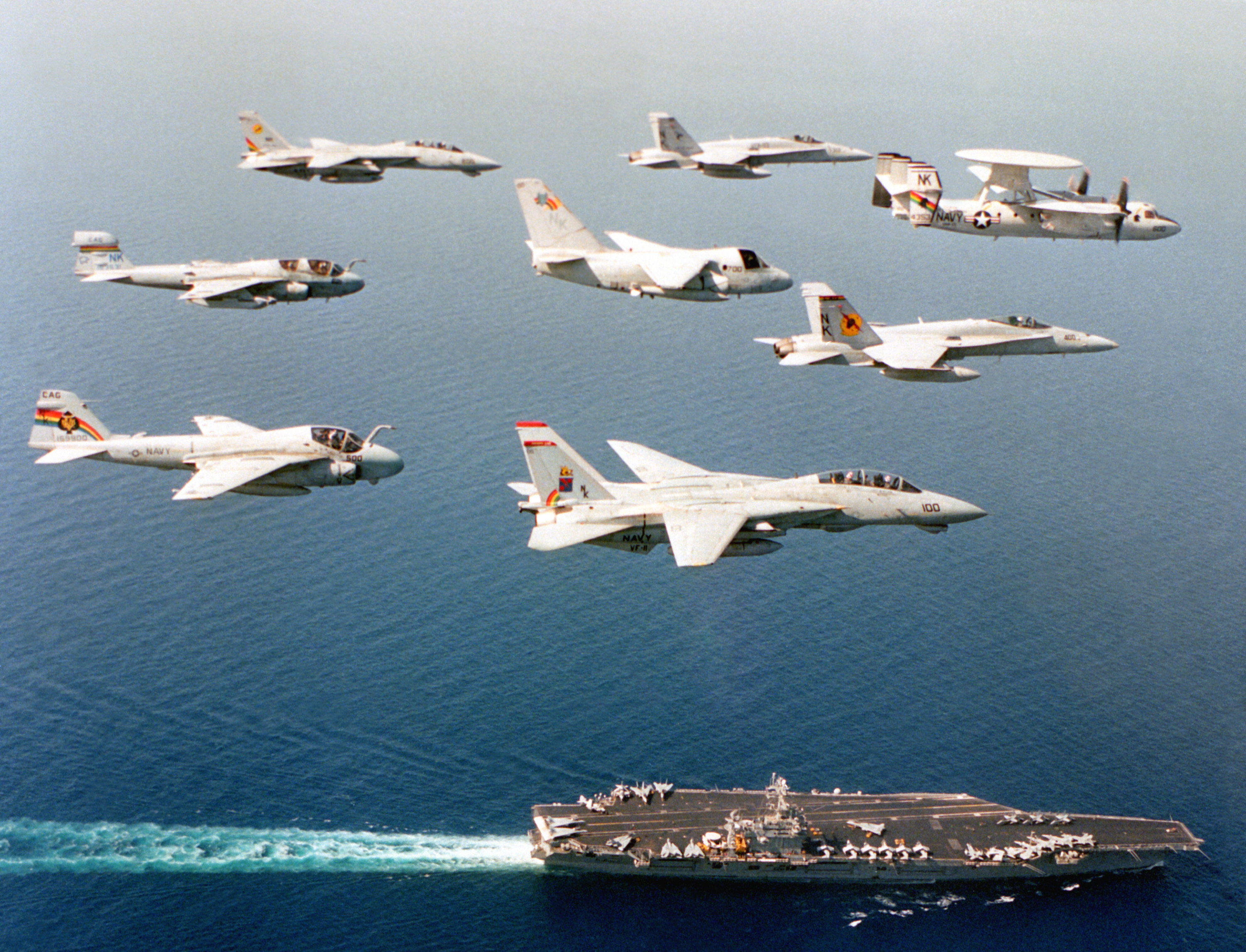
Aviones del Ala Aérea Embarcada 14 sobrevolando el Carl Vinson, 1994

El 17 de febrero de 1994, el portaaviones, con el Ala Aérea Embarcada 14 (CVW-14), partió rumbo al golfo Pérsico como apoyo en la operación Southern Watch. El portaaviones regresó a Alameda el 17 de agosto de 1994, recibiendo su tercer condecoración Almirante Flatney por seguridad aérea.
En 1995 fue transmitido un documental en Discovery Channel titulado Portaaviones: Fortaleza en el Océano, que narraba el viaje de seis meses de ida y vuelta al golfo Pérsico.
Del 26 de agosto al 3 de septiembre de 1995, el portaaviones participó en el ejercicio Ke Koa, así como también en las ceremonias para conmemorar el fin de la Segunda Guerra Mundial en el Pacífico. Durante estas ceremonias, el presidente Bill Clinton visitó el barco en Hawái. Como parte de las conmemoraciones, despegaron del portaaviones 11 aviones de la época de la Segunda Guerra Mundial.
El barco partió en su séptimo despliegue el 14 de mayo de 1996, dirigiéndose al golfo Pérsico con el CVW-14 en apoyo a la operación Southern Watch y la operación Desert Strike. El barco participó también en el ejercicio Rugged Nautilus antes de regresar a Alameda el 14 de noviembre de 1996.
Con el cierre de la Estación Aérea Naval de Alameda, el barco fue transferido a Bremerton, Washington, llegando a su nuevo puerto de matrícula el 17 de enero de 1997, donde fue anfitrión de las últimas operaciones de despegue y aterrizaje del A-6E Intruder.

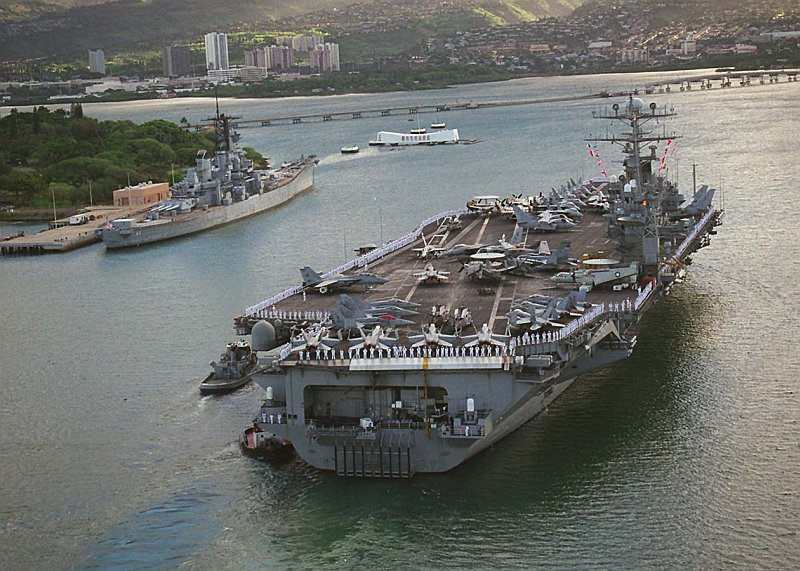
El Carl Vinson entra a Pearl Harbor con el Ala Aérea Embarcada 11 a bordo, y el USS Missouri al fondo

En 1998 zarpó con el Ala Aérea Embarcada 11 (CVW-11) para participar en los ejercicios RIMPAC de 1998. La mañana del 10 de agosto, durante los ejercicios, el submarino australiano HMAS Onslow localizó al portaaviones 'enemigo' y lo 'hundió'. El Onslow se acercó a 300 metros sin ser detectado, disparó entonces bengalas verdes para indicar su ubicación, 'hundiendo' al super-portaaviones.[cita requerida] El Carl Vinson partió al golfo Pérsico, lanzando una operación ofensiva el 19 de diciembre de 1998 en apoyo a la operación Desert Fox y la operación Southern Watch. Estos ataques continuaron hasta marzo de 1999. En julio de 1999, el portaaviones fue llevado a un dique seco en el Astillero Naval de Puget Sound por 13 meses con una inversión de la armada de más de $230 millones de dólares para modernizar la nave. Las mejoras post reparación continuaron hasta el año 2000.

### Década del 2000

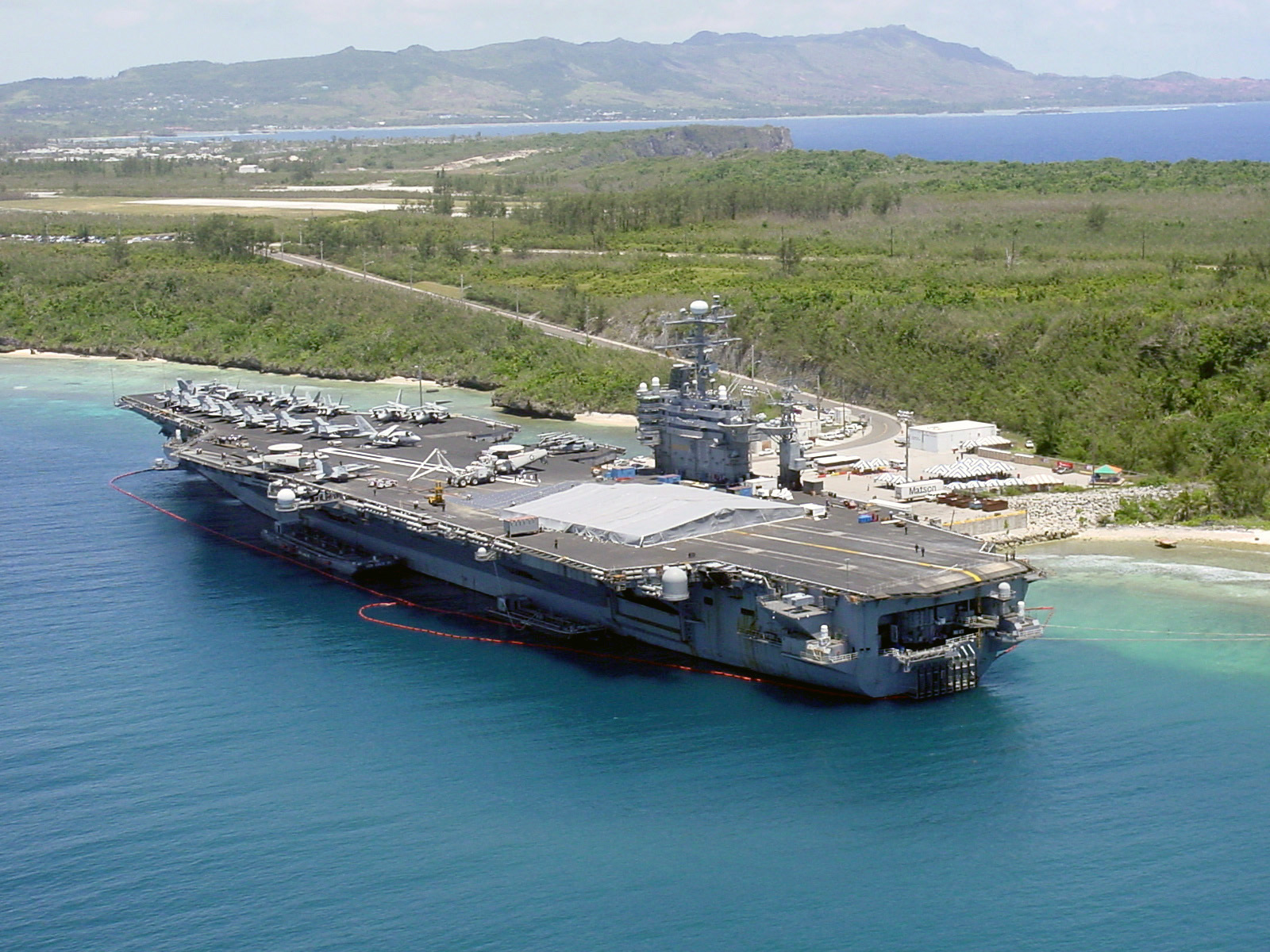
El Carl Vinson en Apra Harbor, Guam, en el año 2003.

En febrero del 2001, el portaaviones recibió a Gene Hackman, David Keith, Owen Wilson y a otros actores para la filmación de las escenas del portaaviones para la película Tras las Líneas Enemigas durante entrenamientos intermedios previos al despliegue. Durante este periodo de dos semanas, la tripulación del Vinson y el CVW-11 tomaron parte de la filmación junto con los actores y el equipo de grabación. Después, antes del comienzo de la operación Enduring Freedom (Libertad Duradera), David Keith regresó al Vinson durante una escala en el norte del océano Arábigo para presentar la primera proyección internacional de la película a las tripulaciones del barco y del ala aérea.
El 23 de julio de 2001, de nuevo con el CVW-11, el Carl Vinson zarpó a toda marcha de Bremerton, Washington, al golfo Pérsico como apoyo en la operación Southern Watch. Esto cambió bruscamente el 11 de septiembre de 2001, mientras la nave rodeaba la punta de la India. Como respuesta a los ataques terroristas en suelo estadounidense, el Vinson cambió de curso y se dirigió al norte del mar Arábigo, en donde el 7 de octubre de 2001 lanzó su primer ataque aéreo como apoyo a la operación Enduring Freedom. Por 72 días, el portaaviones junto al CVW-11, lanzó más de 4,000 ataques rápidos en la Guerra contra el terrorismo, ganando la Medalla Expedicionaria de la Guerra Global contra el Terrorismo. Ganó también la condecoración Battle E and Navy Unit durante ese despliegue. A mediados de diciembre, el portaaviones comenzó el viaje de vuelta a casa, deteniéndose brevemente en Pearl Harbor, Hawái, para comenzar un viaje de crucero ofreciéndole a las familias de los tripulantes la oportunidad de viajar en el barco hacia su puerto en Bremerton, Washington, llegando ahí el 22 de enero de 2002. En abril, el barco fue revisado, zarpando en septiembre para unas mejoras post reajuste. Durante este tiempo fueron instalados varios sistemas operativos nuevos, y la cubierta de vuelo y las catapultas fueron totalmente renovadas. Numerosos espacios diversos y áreas de vivienda para la tripulación fueron completamente restaurados, mejorando drásticamente las condiciones de trabajo y de vida de la tripulación. Completando este periodo de mantenimiento/revisión en tiempo récord, el USS Carl Vinson y su tripulación se pusieron en marcha en septiembre para realizar ensayos en el mar.
En enero de 2003 fue preparado para un mes de trabajo para calificaciones de cubierta de vuelo con el Ala Aérea Embarcada Nueve (CVW-9) a bordo. Debido al inicio de la operación Iraqi Freedom, el barco fue desplegado por un periodo indefinido. 9 meses después, el Carl Vinson regresó finalmente a Bremerton el 15 de septiembre de 2003. De enero de 2003 hasta septiembre del mismo año, el barco hizo escalas en Hawái, Guam, Corea del Sur, Japón, Australia, Hong Kong y Singapur. El USS Carl Vinson participó en el ejercicio Foal Eagle, ejercicio de entrenamiento conjunto y combinado programado anualmente en el teatro coreano.
En el 2004, ganó la condecoración de la Fundación Marjorie Sterrett Battleship, por ser la nave mejor preparada para el combate de la Flota Estadounidense del Pacífico.
En enero de 2005, el Carl Vinson partió de Bremerton, Washington, con el CVW-9 a bordo para un despliegue de siete meses, que incluía varios meses en el golfo Pérsico en apoyo de las operaciones Iraqi Freedom y Enduring Freedom. Tuvo escalas en Singapur, Guam, Baréin, los Emiratos Árabes, Rodas, Grecia y Lisboa, Portugal. El Carl Vinson completó su despliegue en la Base naval de Norfolk el 31 de julio de 2005. Durante el último despliegue fueron derribados dos pilotos de F-18 sobre Irak.

### Revisión compleja y de reabastecimiento
En noviembre de 2005, el Carl Vinson se convirtió en el tercer portaaviones clase Nimitz en someterse a una revisión compleja y de reabastecimiento (RCOH), con una duración prevista de 36 meses. El barco fue movido a un dique seco a un lado del embarcadero de atraque en el astillero Northrop Grumman Newport News en mayo de 2007.
Comenzó sus pruebas de mar post reabastecimiento el 28 de junio de 2009 y regresó a la Base naval de Norfolk el 1 de julio de 2009. La armada aceptó su regreso a la flota el 11 de julio de 2009, después de completar satisfactoriamente sus pruebas de mar.
En octubre de 2009, el Carl Vinson ingresó a un astillero para un periodo de mantenimiento de cuatro meses en Northrop Grumman Newport News en preparación para su próximo viaje al Pacífico en la primavera. El barco estaba programado para transitar alrededor de Sudamérica a su nuevo hogar en la Base Aeronaval de North Island, San Diego, uniéndose a los portaaviones USS Nimitz (CVN-68) y USS Ronald Reagan (CVN-76), a inicios del 2010.

### Década de 2010

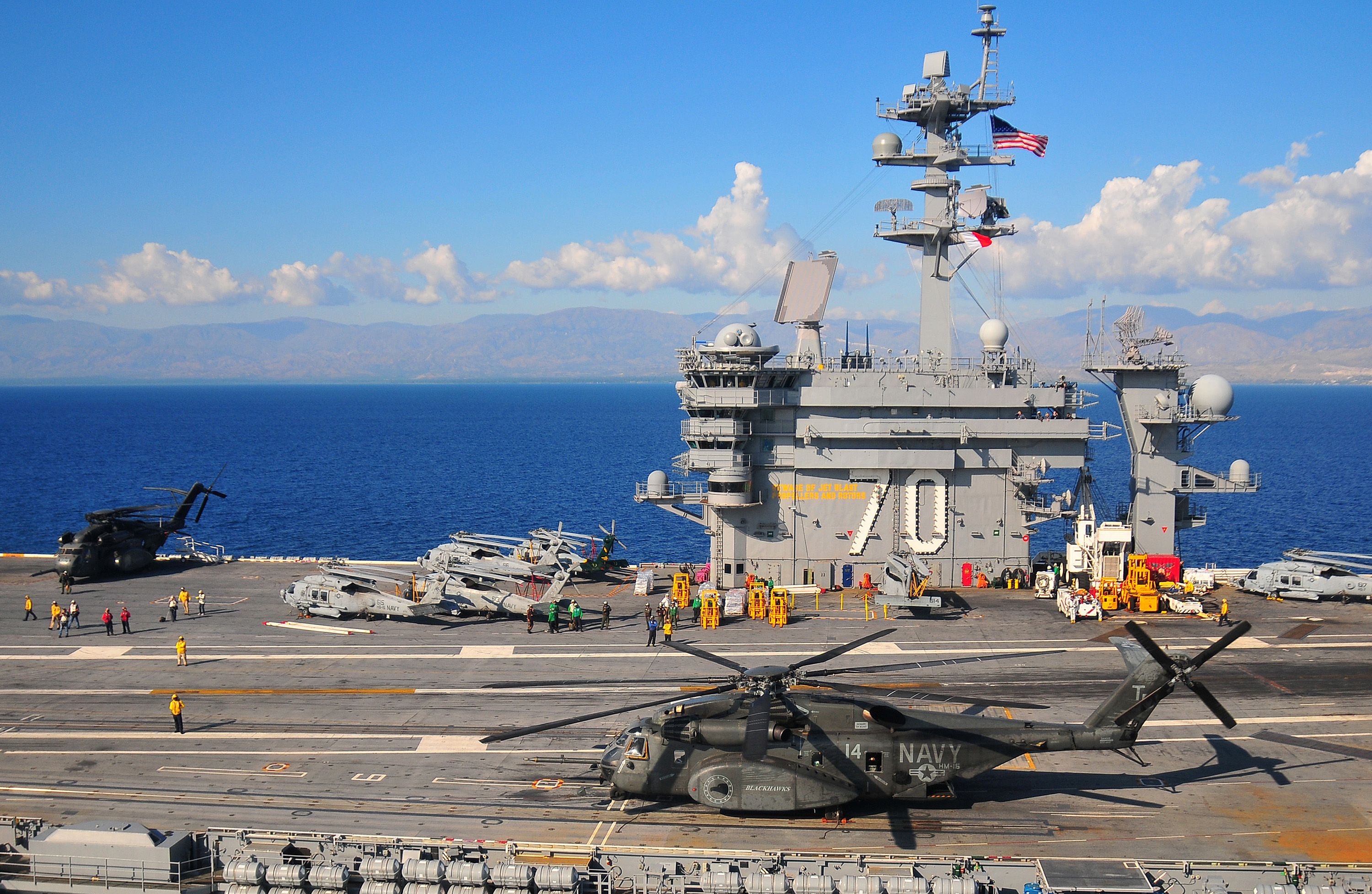
El Carl Vinson en la costa de Haití, para ayudar en labores de socorro por el terremoto; el portaaviones transportó 19 helicópteros especialmente para esta misión.

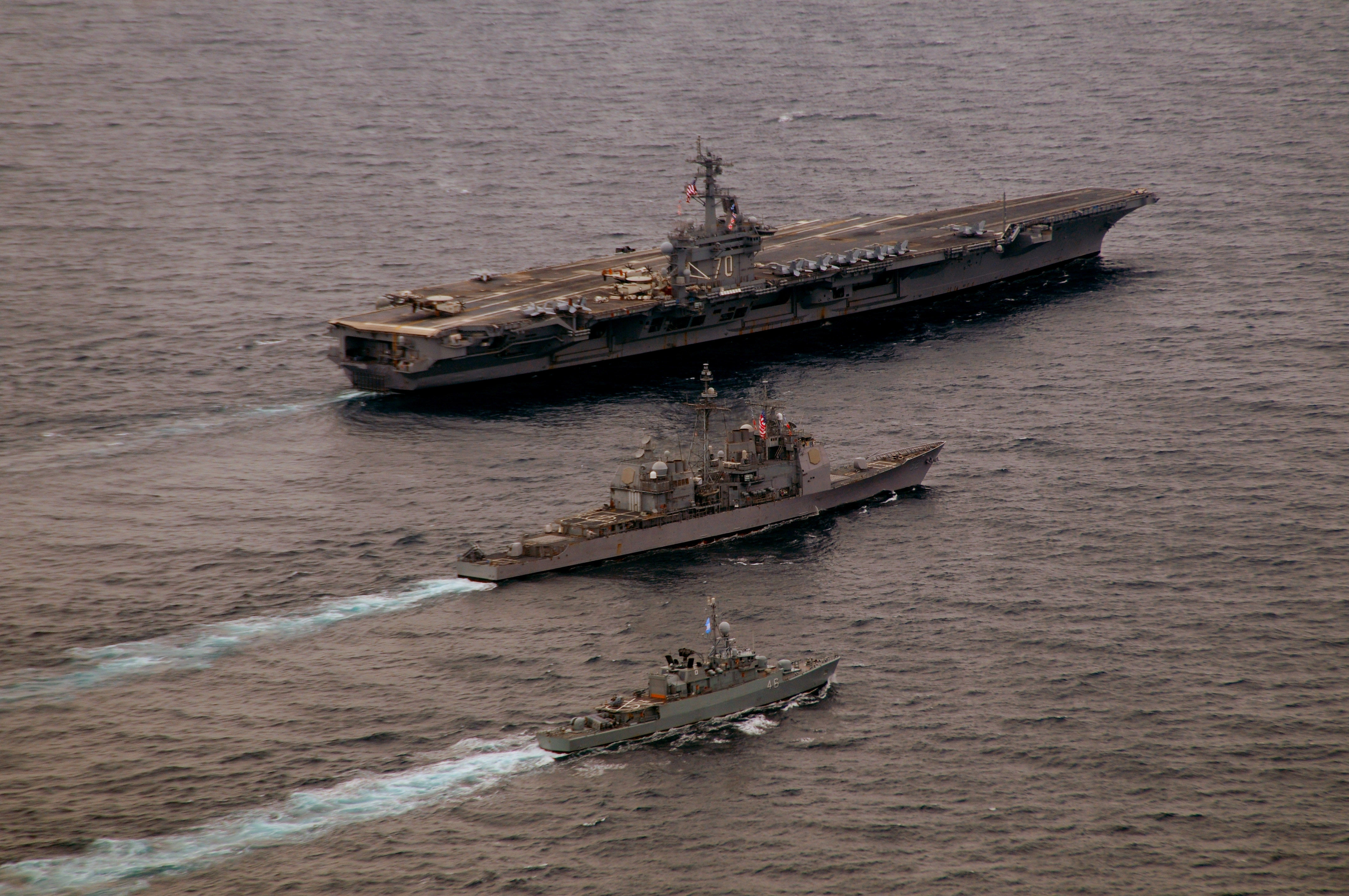
El Carl Vinson en formación con el USS Bunker Hill (CG-52), y la fragata argentina ARA Gómez Roca (P-46) en el océano Antártico, 2010

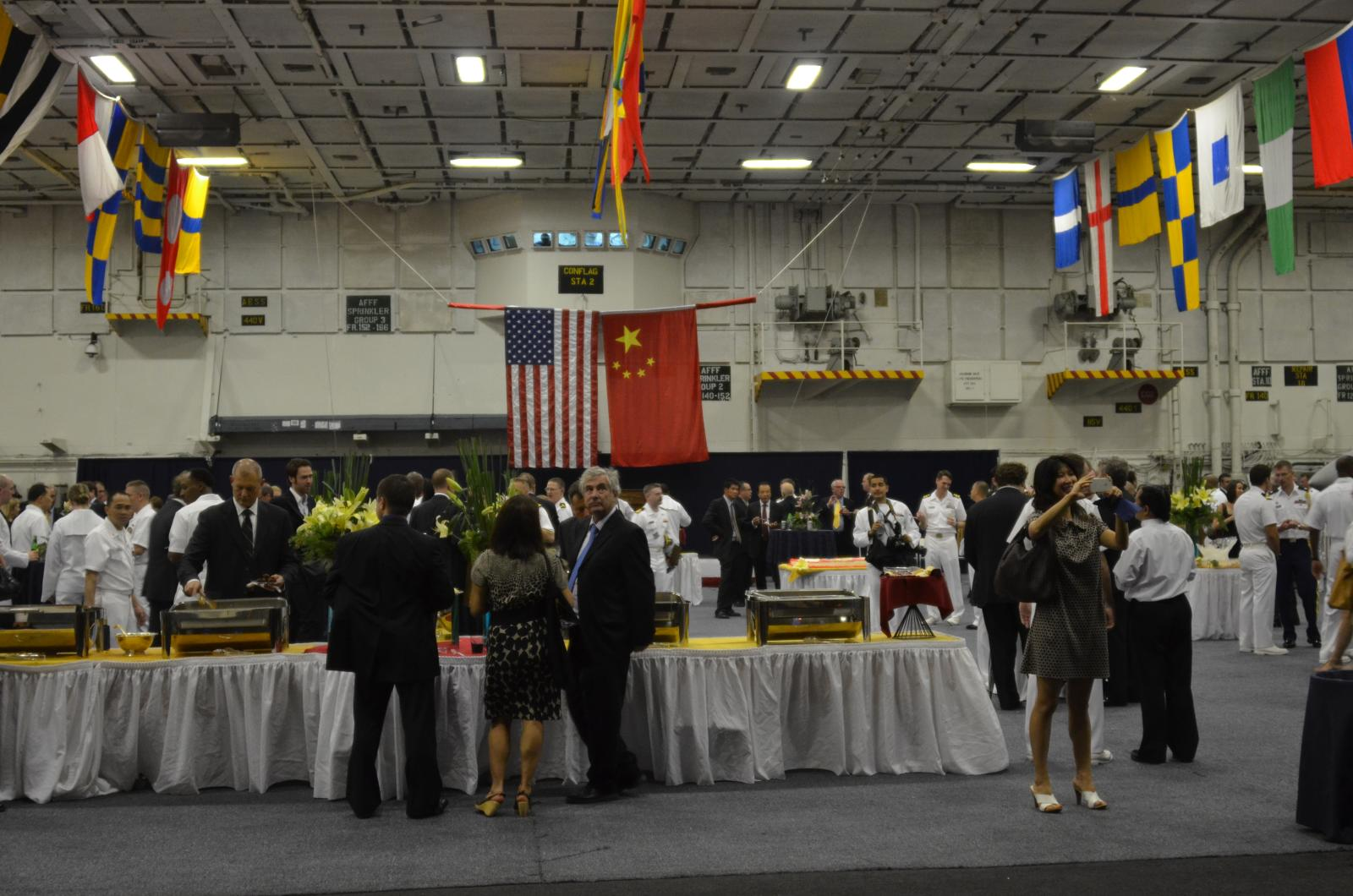
Interior del Carl Vinson

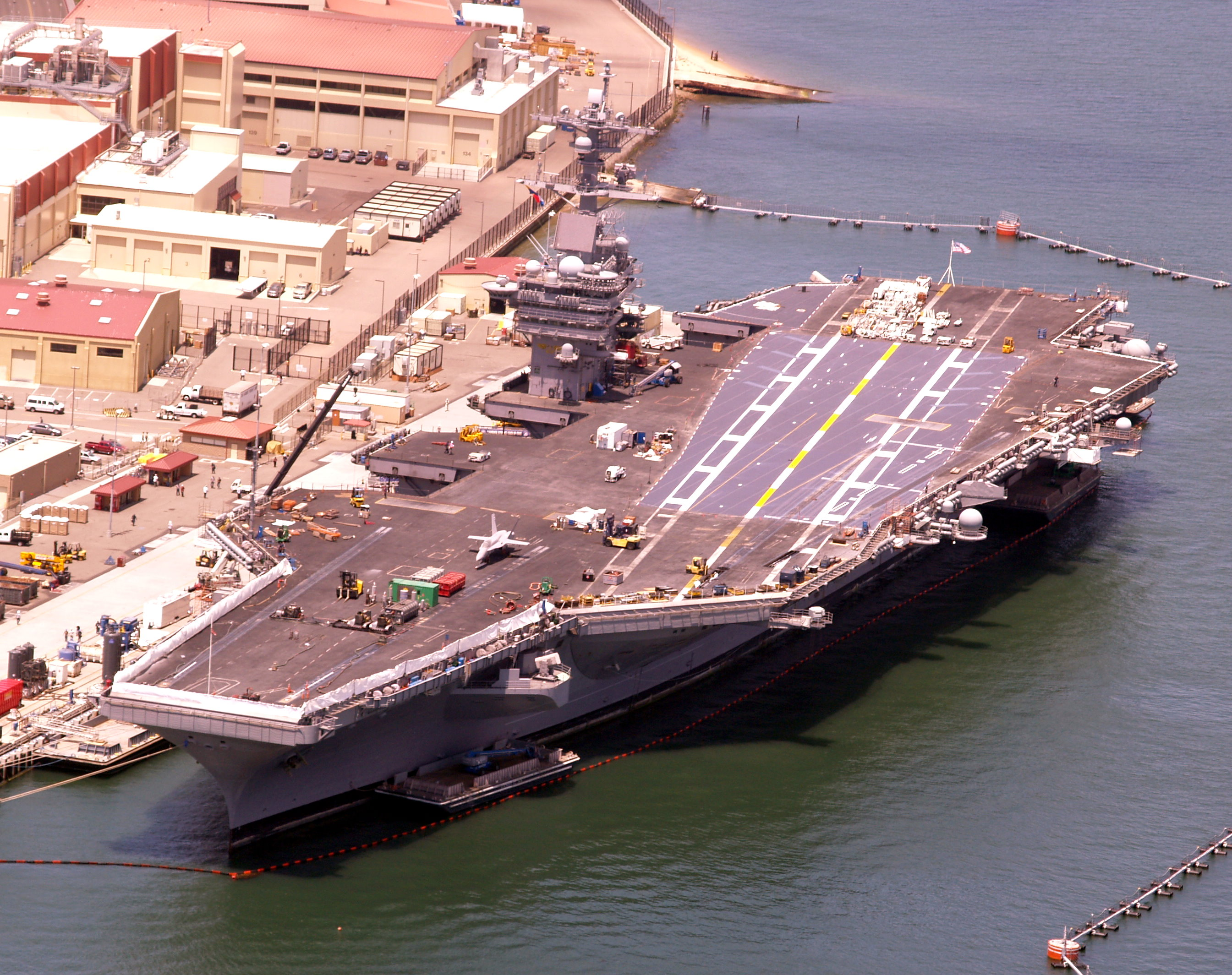
El Carl Vinson en la bahía de San Diego, 2011

El 12 de enero de 2010, justo unas horas después del terremoto de Haití de 2010, se le ordenó al Carl Vinson redirigirse de su despliegue actual al norte del océano Atlántico hacia Haití para contribuir a los esfuerzos de socorro en la operación Unified Response. Al recibir órdenes del Comando Sur de Estados Unidos (USSOUTHCOM), el grupo de ataque del Carl Vinson se dirigió a Mayport, Florida, donde los barcos atracaron fuera de la costa para recibir suministros y helicópteros adicionales. Los barcos llegaron a la costa de Puerto Príncipe el 15 de enero de 2010 para iniciar operaciones. El corresponsal médico de CNN y neurocirujano Sanjay Gupta, el cirujano pediatra Henri Ford, y dos médicos de la armada removieron una pieza de concreto del cráneo de una niña de 12 años en una operación realizada a bordo del Carl Vinson el 18 de enero. Además de proporcionar ayuda médica, la capacidad de desalinización del portaaviones fue crítica para proveer de agua potable a la población haitiana durante la ayuda por el terremoto.
En marzo del 2010, durante su viaje alrededor de Sudamérica, realizó maniobras en el ejercicio combinado Gringo-Gaucho con la Armada Argentina.video
El 12 de abril de 2010, el portaaviones arribó a su nuevo puerto en la Base Naval de North Island, en San Diego, California.

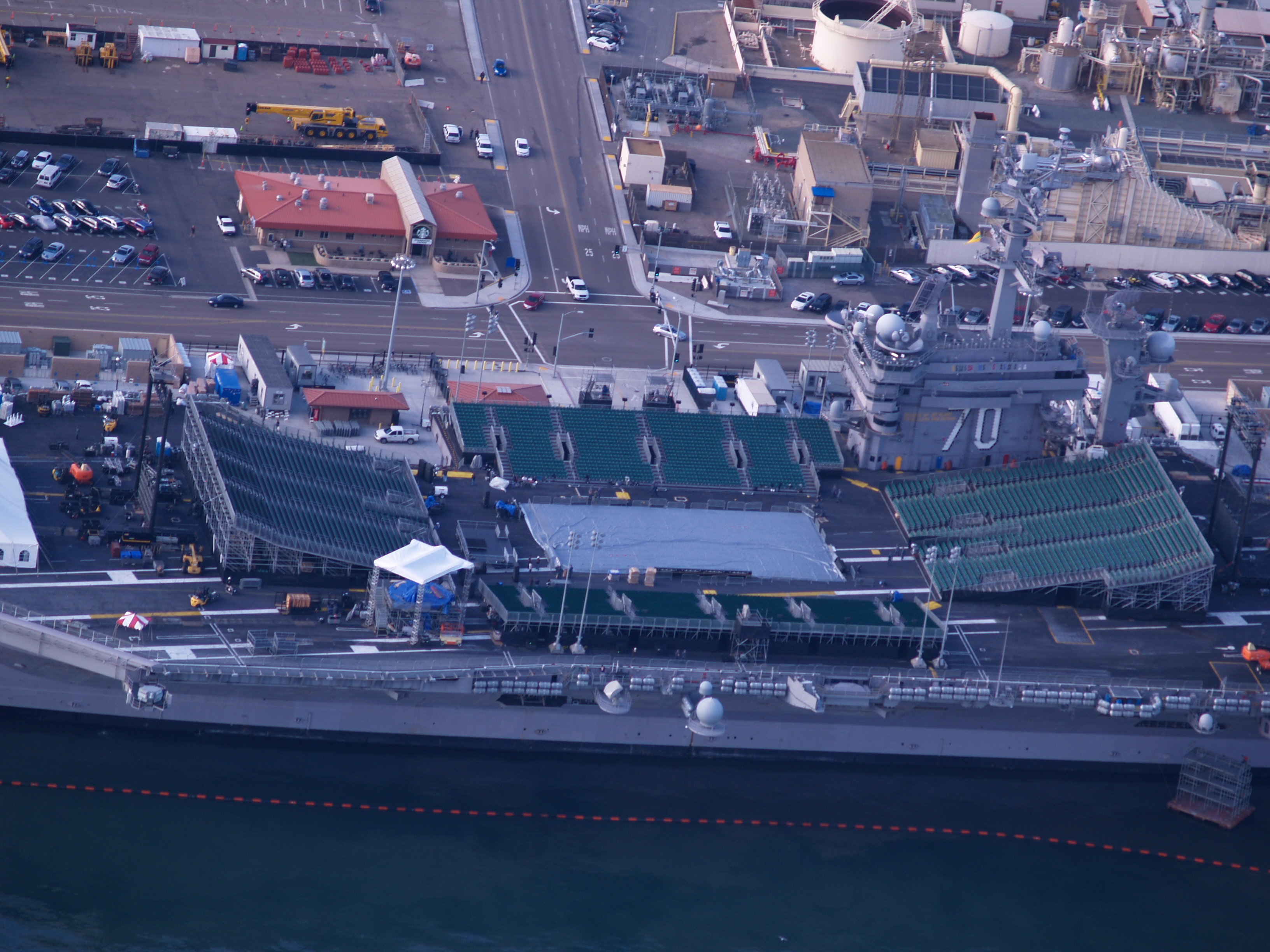
Cubierta del Carl Vinson preparada para el partido de basquetbol entre la Universidad Estatal de Míchigan y la Universidad de Carolina del Norte, 2011

El 30 de noviembre de 2010, con el Ala Aérea Embarcada 17 a bordo, el Carl Vinson partió de la Base Aérea Naval de North Island en un viaje de tres semanas para el ejercicio compuesto de unidad de entrenamiento COMPTUEX y su despliegue 2010-2011 en la Zona de Responsabilidad de la Séptima Flota de los E.U. (AOR) en el Pacífico occidental, y en la Zona de Responsabilidad de la Quinta Flota de los E.U. en el océano Índico y el golfo Pérsico, como parte del Grupo de Ataque de Portaaviones 1. Este fue su primer despliegue en el Pacífico occidental en más de cinco años desde que la nave entrara a su revisión compleja y de reabastecimiento (RCOH) en otoño del 2005.
El 11 de abril de 2011, mientras se encontraba en el mar Arábigo, un F/A-18 Hornet sufrió un incendio en uno de los motores inmediatamente después de despegar del portaaviones. El avión regresó al portaaviones con un motor y el fuego fue extinguido sin daños en el barco ni heridas en el piloto o en la tripulación del portaaviones.
El 2 de mayo de 2011, después de la muerte de Osama bin Laden, su cuerpo fue transportado a bordo del Carl Vinson, que se encontraba operando al norte del mar Arábigo, y posteriormente fue depositado en el mar siguiendo los ritos religiosos de la ley islámica.
El barco atracó en la Bahía de Manila, en las Filipinas, del 15 al 18 de mayo de 2011 para una "escala de rutina y una visita de buena voluntad" destinada a "destacar las fuertes conexiones históricas, comunitarias y militares entre los Estados Unidos y la República de Filipinas." Entre los que recibieron una visita especial a bordo del portaaviones se encontraban el presidente filipino Benigno Aquino III, y el embajador de los E.U. en las Filipinas Harry K. Thomas, Jr. Esta breve visita fue criticada por el grupo opositor Bagong Alyansang Makabayan, así como por el líder de la juventud filipina Raymond Palatino y la profesora de ciencias políticas de la Universidad de Filipinas, Clarita Santos.
El domingo 22 de mayo, el barco atracó en Hong Kong para abastecerse para el regreso a su base en San Diego, y para ofrecerle la oportunidad a la prensa china de ser fotografiado. El barco regresó a San Diego el 15 de junio de 2011.
El 30 de noviembre de 2011, el Carl Vinson partió de la Base Aeronaval de North Island, California, para su despliegue programado en el Pacífico occidental (WESTPAC).
El Carl Vinson regresó el 23 de mayo de 2012 a la Base Aeronaval de North Island, California, para concluir su despliegue de noviembre de 2011. Atracó previamente en Hawái para recoger a aproximadamente 900 familiares y amigos de los marinos a bordo, quienes viajaron en la nave desde Hawái a San Diego.
El 5 de julio de 2012, el Carl Vinson inició preparativos para un periodo de Disponibilidad Incremental Planificada (PIA). PIA es una fase de mantenimiento mayor que todos los navíos estadounidenses deben atravesar varias veces a lo largo de su vida para poder mantener operaciones en curso. El PIA 2012-2013 del Carl Vinson incluyó revisiones de más de 40 espacios de vivienda de la tripulación, 30 áreas principales y cientos de áreas de trabajo en toda la nave. También incluyó actualizaciones en algunos sistemas eléctricos y de defensa que la nave usa durante sus despliegues, para incluir una actualización del Sistema Global de Mando y Control Marítimo (GCCS-M), al Sistema Terrestre Común Distribuido de la Marina (DCGS-N).
El 30 de enero de 2013, el Carl Vinson inició pruebas en el mar, iniciando su primera vez en curso después de siete meses, desde su descarga de municiones, que terminó el 29 de junio de 2012. A su regreso de este periodo en curso, el capitán Kent Whalen anunció el 2 de febrero de 2013 que el PIA había terminado oficialmente, marcando la primera finalización del PIA a tiempo, desde 1999. A partir de febrero de 2013, la nave llevó a cabo en múltiples ocasiones calificaciones con el Ala Aérea Embarcada 17, así como ejercicios múltiples de certificación de la tripulación. Durante estas evaluaciones, el Comando Naval de Sistemas del Mar embarcó un equipo de supervisores que pusieron al departamento de ingeniería de la nave en múltiples simulacros y ejercicios para poner a prueba sus habilidades para operar con seguridad el reactor nuclear y para contener cualquier accidente en el reactor en caso de que tal escenario ocurriera. Esto se completó el 1 de julio de 2013.
El 22 de agosto de 2014, el Carl Vinson y el Ala Aérea Embarcada 17 iniciaron un despliegue programado en las áreas de responsabilidad de la Quinta y Séptima Flota. El USS Bunker Hill, el Escuadrón de Destructores 1 y sus naves USS Gridley, USS Sterett, y el USS Dewey partieron con el portaaciones como parte del Grupo de Ataque de Portaaviones Carl Vinson. El portaaviones fue desplegado en el golfo Pérsico para relevar al USS George H.W. Bush en su lucha contra el Estado Islámico de Irak y el Levante.
El 11 de septiembre de 2014, dos cazas F/A-18 Hornet del Ala Aérea Embarcada 17, se estrellaron al oeste del océano Pacífico mientras operaban desde el Carl Vinson. El portaaviones se encontraba en su área de operaciones en la región indo-asiática en el Pacífico. Los aviones se unieron al Escuadrón de Ataque 94 y al Escuadrón de Ataque de Cazas 113, y colisionaron a 11 km (7 millas) del portaaviones, a 466 km (290 millas) aproximadamente al oeste de la Isla Wake. Los USS Bunker Hill, USS Gridley, USS Sterett, USS Dewey y los helicópteros asignados al Escuadrón de Helicópteros de Combate en el Mar (HSC 15), y el Escuadrón de Helicópteros de Ataque Marítimo 73 (HSM 73) se unieron a la búsqueda de los pilotos. Mientras que un piloto fue recuperado con vida poco después del accidente, el segundo piloto no pudo ser localizado. La Marina continuó la búsqueda del segundo piloto hasta el 13 de septiembre de 2014, cuando la búsqueda fue abandonada.
El Carl Vinson regresó a San Diego el 4 de junio de 2015. Durante el despliegue, apoyando las operaciones de ataque en Irak y Siria, el Ala Aérea Embarcada 17 voló con éxito 12,300 incursiones, incluyendo 2,383 misiones de combate y dejando caer más de 230 toneladas (medio millón de libras) de artillería contra el Estado Islámico.

### Buques de la clase
• USS Nimitz (CVN-68)
• USS Dwight D. Eisenhower (CVN-69)
• USS Theodore Roosevelt (CVN-71)
• USS Abraham Lincoln (CVN-72)
• USS George Washington (CVN-73)
• USS John C. Stennis (CVN-74)
• USS Harry S. Truman (CVN-75)
• USS Ronald Reagan (CVN-76)
• USS George H. W. Bush (CVN-77)

### Listas relacionadas
- Anexo:Portaaviones por país
- Anexo:Portaaviones de Estados Unidos
- Anexo:Buques actuales de la Armada de los Estados Unidos